# Stazione di Ponte della Venturina
La stazione di Ponte della Venturina è una fermata ferroviaria posta sulla linea Pistoia-Bologna, a servizio dell'omonima località nel comune di Alto Reno Terme, in provincia di Bologna.

## Storia
La fermata di Ponte della Venturina venne attivata il 3 giugno 1909.
Il 24 maggio 1927 venne attivato l'esercizio a trazione elettrica a corrente alternata trifase; la linea venne convertita alla corrente continua il 13 maggio 1935.
Dai primi anni novanta, con l'installazione del sistema di controllo automatico, è impresenziata.

## Struttura e impianti
Fermata di piccola importanza, costruita per favorire il turismo, all'epoca della costruzione della linea ferrata fiore all'occhiello dell'Appennino tosco-emiliano, presenta un solo binario di circolazione e non consente pertanto l'incrocio dei convogli.

## Movimento
La stazione è servita da treni regionali svolti da Trenitalia nell'ambito del contratto di servizio stipulato con la regione Toscana.
A novembre 2019, la stazione risultava frequentata da un traffico giornaliero medio di circa 53 persone (26 saliti + 27 discesi).

## Servizi
La stazione è classificata da RFI nella categoria bronze.